# Otto Goldschmidt
Otto Moritz David Goldschmidt (Hamburg, 21 d'agost de 1829 – Londres, 24 de febrer de 1907) fou un pianista i compositor alemany del Romanticisme.
Deixeble de Schmidt i després del Conservatori de Leipzig, el 1851 emprengué un viatge als Estats Units en companyia de la cantant Jenny Lind, amb la que va contraure matrimoni l'any següent. El 1858 es traslladà a Londres, on fou nomenat sots-director de la Royal Academy of Music el 1863.
Com a compositor fou molt apreciat en les seves produccions tant de música vocal com de piano, sent la millor de les seves obres l'idil·li bíblic Ruth. també dirigí alguns festivals de música.